# 응우옌푹하오
응우옌 푹 하오(베트남어: Nguyễn Phúc Hạo / 阮福昊 완복호, 1739년 12월 27일 ~ 1760년 4월 4일)는 대월 응우옌 주 10대 군주인 신정왕(新政王)의 부친으로 효무왕(孝武王) 응우옌 푹 코앗(베트남어: Nguyễn Phúc Khoát / 阮福濶 완복활)과 좌궁빈(左宮嬪) 쯔엉 티 호앙(베트남어: Trương Thị Hoàng / 張氏黄 장씨황)의 아들이다.

## 생애
아버지 효무왕의 세자로 책봉되었다가 1760년에 사망하여 태보군공(太保郡公)에 추증되었고, 승천부(承天府) 향차현(香茶縣) 융호총(隆湖總) 융호사(隆湖社)에 안장되었으며, 효무왕은 응우옌 푹 하오가 죽은 지 백일 째 되는 날에 가창을 금지하게 하였다.
이후 완왕(阮王) 응우옌 푹 아인(베트남어: )이 응우옌 왕조를 재건하자 응우옌 푹 하오를 효선왕(베트남어: Hiếu Tuyên Vương / 孝宣王)으로 추존했으며, 그를 태묘에 배향하였다.
1804년, 응우옌푹아인이 그를 준철온량영예명달선왕(베트남어: Tuấn Triết Ôn Lương Anh Duệ Minh Đạt Tuyên Vương / 濬哲溫良英睿明達宣王)으로 재추존하고 그의 매장지에 선왕사(宣王祠)를 세우고 주기적으로 제사지냈다.